# Bermudy na zimowych igrzyskach olimpijskich
Bermudy  startują na zimowych IO od 1992 roku. Jak dotąd Bermudy nie zdobyły żadnego medalu.

## Klasyfikacja medalowa
| Olimpiada           | Złoto | Srebro | Brąz | Razem |
| ------------------- | ----- | ------ | ---- | ----- |
| 1992 Albertville    | 0     | 0      | 0    | 0     |
| 1994 Lillehammer    | 0     | 0      | 0    | 0     |
| 1998 Nagano         | 0     | 0      | 0    | 0     |
| 2002 Salt Lake City | 0     | 0      | 0    | 0     |
| 2006 Turyn          | 0     | 0      | 0    | 0     |
| 2010 Vancouver      | 0     | 0      | 0    | 0     |
| 2014 Soczi          | 0     | 0      | 0    | 0     |
| Razem               | 0     | 0      | 0    | 0     |